# Corba isofònica

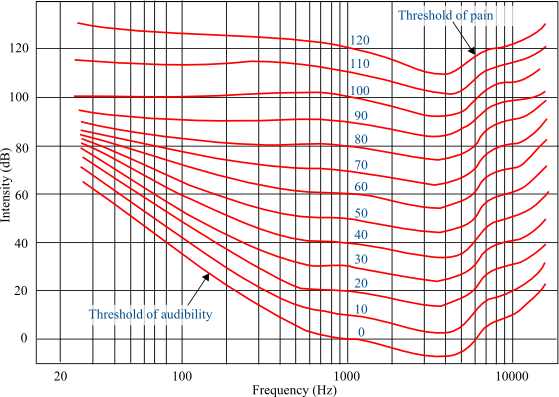
Corbes isofòniques de Fletcher-Munson

Les corbes isofòniques o corbes de ponderació o són corbes d'igual sonoritat. Les primeres corbes d'igual sonoritat van ser establertes per Fletcher i Munson el 1930. Aquestes corbes calculen la relació existent entre la freqüència i la intensitat (en decibels) de dos sons per tal que siguin percebuts igual de forts, d'aquesta manera tots els punts sobre una mateixa corba isofònica tenen la mateixa sonoritat. Així, si 0 fons corresponen a una sonoritat amb una intensitat de 0 dB amb una freqüència de 1.000 Hz, també una sonoritat de 0 fons podria correspondre a una sonoritat amb una intensitat de 60 dB amb una freqüència de 70 Hz.